# Varoš
Varoš is een plaats in Slovenië en maakt deel uit van de gemeente Makole in de NUTS-3-regio Podravska. De plaats telde 103 inwoners op 1 januari 2020.